# Иске-Рязап
Иске-Ряза́п (тат. Иске-Рәҗәп) — село в Спасском районе Республики Татарстан, административный центр Иске-Рязапского сельского поселения.

## Этимология
Топоним произошёл от татарского слова «иске» (старый) и татарского антропонима «Рәҗәп» (Рязап).

## География
Село находится на реке Барановский, в 2 км от границы с Ульяновской областью, в 87 км к юго-востоку от города Болгар. Через село проходит автомобильная дорога регионального значения «Ким — Кузнечиха — Лесная Хмелёвка».

## История
В окрестностях села есть археологические памятники:
- Старобаранская курганная группа;
- Старобаранское городище (булгарский период домонгольского времени);
- Старобаранское кладбище (булгарский период золотоордынского времени);
- Старобаранские селища I, II (булгарский период домонгольского времени), III (булгарские периоды домонгольского и золотоордынского времен), IV (булгарский период золотоордынского времени).

Основано в 1670-е годы выходцами из ясачных деревень Анеут, Нижние Тарханы и Еркеево Свияжского уезда Казанской губернии. В 1680-х годах сюда переселились также ясачные татары, жившие до этого в верховьях реки Майна. Первоначальное название села — Баран — происходит от наименования речки, на котором оно расположено. После основания в 1710—1716 годах деревни Новый Баран (ныне село Чэчэкле) село стало именоваться Старый Баран и носило это название до 1958 года. В 1958 году по настоянию жителей село было переименовано в честь его основателя Рязап-бабая, который, согласно преданию, был выходцем из города Болгар.
До 1861 года жители относились к сословию государственных крестьян. Занимались земледелием, разведением скота, портняжным, кузнечным промыслами, изготовлением тележных колёс.
В «Списке населенных мест по сведениям 1859 года», изданном в 1866 году, населённый пункт упомянут как казённая деревня Старый Баран 1-го стана Спасского уезда Казанской губернии. Располагалась при речке Майне, по левую сторону большого коммерческого Самарского тракта, в 60 верстах от уездного города Спасска и в 32 верстах от становой квартиры во владельческом селе Воскресенское (Гусиха). В деревне в 401 дворе жили 2559 человек (1232 мужчины и 1327 женщин). Были 3 мечети.
В начале XX века в селе функционировали 7 мечетей, 3 медресе, 12 мельниц, паровая мельница, 8 крупообдирок, 17 мелочных лавок. В этот период земельный надел сельской общины составлял 5310,25 десятины. В 1914 году открылась земская русско-татарская школа.
До 1920 года село входило в Юхмачинскую волость Спасского уезда Казанской губернии. С 1920 года в составе Спасского кантона ТАССР. С 10 августа 1930 года в Алькеевском, с 10 февраля 1935 года в Кузнечихинском, с 28 октября 1960 года в Алькеевском, с 1 февраля 1963 года в Куйбышевском, с 4 октября 1991 года в Спасском районах.
В 1929 и 1930 годах в селе были организованы первые колхозы, в 1997 году колхоз села был преобразован в сельскохозяйственный производственный кооператив, с 2003 года действует крестьянское (фермерское) хозяйство.
В 1963—1992 годах в селе работал кирпичный завод, в 1977—1994 — пекарня, в 1970—1979 — несколько мельниц, зернодробилка, маслобойня, пилорама, колбасный цех.

## Население
| 1716 | 1762 | 1782 | 1859 | 1897 | 1908 | 1920 | 1926 | 1938 | 1949 | 1958 | 1970 | 1979 | 1989 | 2002 | 2010 | 2021 |
| ---- | ---- | ---- | ---- | ---- | ---- | ---- | ---- | ---- | ---- | ---- | ---- | ---- | ---- | ---- | ---- | ---- |
| 691  | 882  | 420  | 2559 | 3754 | 4823 | 4634 | 2789 | 2213 | 1768 | 2093 | 2329 | 1871 | 1251 | 976  | 855  | 678  |

Национальный состав села — татары>.

## Экономика
Жители занимаются преимущественно растениеводством и молочным животноводством.

## Инфраструктура
В селе действуют средняя школа (с 1917 г.), дом культуры (открыт в 1930 г. как клуб), библиотека (открыта в 1927 г. как изба-читальня), детский сад (с 1978 г.) фельдшерско-акушерский пункт, пожарное депо (с 2009 г.),  хоккейный комплекс. 

## Религия
Мечеть (с 1992 г.).